# Pachnoda picturata
Pachnoda picturata är en skalbaggsart som beskrevs av Karl Henrik Boheman 1860. Pachnoda picturata ingår i släktet Pachnoda och familjen Cetoniidae. Inga underarter finns listade i Catalogue of Life.